# Nacional-bolchevismo
Nacional Bolchevismo (em russo:  национал-большевизм, transl. natsional-bol'shevizm, em alemão:  Nationalbolschewismus), também conhecido coloquialmente como Nazbol (em russo:  нацболы, transl. natsboly) é um movimento político neonazista (nazi, em português europeu) surgido na Alemanha durante a Década de 1920 que reivindicava combinar elementos do ultranacionalismo e do bolchevismo.
Na Alemanha os principais representantes do movimento foram os irmãos Gregor Strasser e Otto Strasser, membros do Partido Nacional-Socialista (nazista/nazi), que fundaram uma corrente do nazismo conhecida como Strasserismo. Embora essa corrente tenha sido eliminada do Partido Nazista após a Noite das Facas Longas. O movimento ressurgiu após o fim da Guerra Fria, principalmente na Rússia, visando unir radicais de esquerda e direita para se opor ao liberalismo ocidental. Na Rússia é representado principalmente pela figura de Alexandr Dugin.

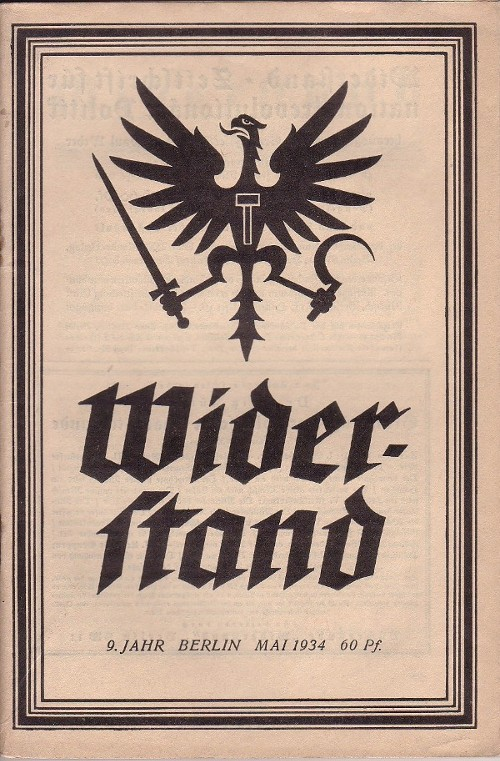
O jornal Widerstand de Ernst Niekisch com o símbolo original da águia nacional bolchevique.

## Antecedentes históricos
O movimento nacional-bolchevista tem raízes que remontam à Década de 1920, na Alemanha, capitaneados por escritores como Ernst Niekisch e Ernst Jünger. Este foi um dos vários tipos de fascismos não-nazistas que faziam parte da mistura conservadora da Alemanha pré-Hitler.

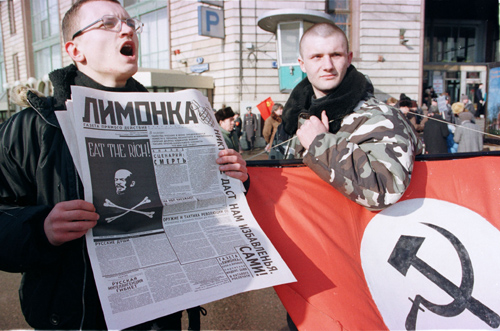
Membros do Partido Nacional-Bolchevique em 2006

Com a repressão desencadeada após o Incêndio do Reichstag (27 de fevereiro de 1933) e Noite das Facas Longas o movimento nacional-bolchevique na Alemanha foi rapidamente eliminado.

## Na Alemanha
- Ver: Nacional bolchevismo na Alemanha

## Na Rússia
- Ver: Partido Nacional-Bolchevique

## Jean Thiriart
Jean Thiriart foi um intelectual que, durante as décadas de 1960 e 1980, defendeu algumas das teses defendidas por nacional-bolcheviques e nacional-comunistas alemães na época da República de Weimarcom diferenças que se devem, em grande parte, às mudanças no cenário político internacional antes.
Um diferença fundamental é que Thiriart rejeita os nacionalismos particulares de cada país europeu e, em contraposição, defende a ideia de um grande nacionalismo europeu e comunitário. Seu pensamento vem diretamente das teorias conhecidas como “grandes espaços”, que veem na constituição de grandes blocos econômicos uma resposta aos desafios da atualidade.
Seu objetivo também era se contrapor à hegemonia norte-americana à qual, nenhum país europeu poderia se contrapor isoladamente. Portanto, também defendia blocos econômicos autocentrados e autárquicos, ideia que teria como precursor o alemão Friedrich List.
Suas ideias (constituição de uma "grande Europa de Reykjavik a Vladivostok") eram semelhantes àquelas defendidas por Ernst Niekisch, que defendia a constituição de um "Bloco germano-eslavo de Vladivostok a Vlissingen. Mas, diferentemente da perspectiva defendida por Thiriart, Niekisch tinha uma perspectiva anti-anglo-saxã e anti-latina, pois se opunha à opressão da Tríplice Entente contra a Alemanha da época da República de Weimar, legitimada pelo Tratado de Versailles (1919).
Em 1982, José Quadrado Costa, publicou um estudo denominado como: “L'Union Soviétique dans la pensée de Jean Thiriart” (A União Soviética no pensamento de Jean Thiriart), no qual sustentou as semelhanças entre o pensamento de Thiriart e as teses defendidas pelos nacional bolcheviques alemães na época da República de Weimar.

## Outros países
O politólogo e geopolítico espanhol Jorge Verstrynge, membro do grupo neonazista Círculo Español de Amigos de Europa (Cedade) se declara um ex-fascista e atual nacional-bolchevique.

## Interpretações
O nacional bolchevismo representa um capítulo especial nas relações entre a Alemanha e a Rússia desde a Primeira Guerra Mundial. Como ação política defende uma orientação oriental para a Alemanha e é um fenômeno muito intrigante e, atualmente, muito atuante. Para aqueles que costumam observar o espectro de opiniões políticas em termos de direita e esquerda, com a extrema direita no extremo oposto da extrema esquerda, o bolchevismo nacional parece um paradoxo, pois ele sugere o encontro de extremos. Mais concretamente, o termo significa uma reaproximação entre o nacionalismo alemão e o comunismo russo. A história do Bolchevismo Nacional é a história de dois "estranhos companheiros de cama".
O Bolchevismo Nacional pareceria um exemplo de uma relação política de “amor e ódio” entre esses dois grandes extremos políticos. Também pode ser sugerido que quanto mais nos afastamos das origens e mais compreensão obtemos sobre o funcionamento dos dois extremos do século XX - o fascismo e o comunismo, acabamos entendendo a afinidade entre essas ideologias. Admitimos que o fascismo está se tornando cada vez mais "dinamismo sem doutrina", ao passo que o comunismo remonta à sólida estrutura doutrinária do marxismo. E mesmo ao longo da história europeia, desde 1917, muitas vezes ameaçou levar a um conflito final entre o fascismo e o comunismo, a “transmutação” pela qual o marxismo passou na Rússia moderna o aproximou ironicamente do fascismo. Tornou-se cada vez mais evidente que a luta entre os dois era uma mera batalha simulada.

## Obras publicadas sobre o tema
- Louis DUPEUX, "STRATEGIE COMMUNISTE ET DYNAMIQUE CONSERVATRICE - ESSAI SUR LES DIFFERENTS SENS DE L'EXPRESSION "NATIONAL-BOLCHEVISME" EN ALLEMAGNE, SOUS LA REPUBLIQUE DE WEIMAR (1919-1933)", 1974[9] [10];
- "Les compagnons de route de la galaxie nationale-bolchevique", obra publicada no jornal "LIBERATION", Paris, 29 de junho de 1993.